# ザンビアの国旗
ザンビアの国旗（ザンビアのこっき）は、1964年10月24日に制定された旗。1996年に緑地が明るい色調に一部改訂された。
赤は自由への苦闘（血）、黒はザンビアの国民（肌）、オレンジ色は天然・鉱物資源（銅）をそれぞれ象徴している。右上部の鷲は国鳥のフィッシュ・イーグルで、国家の問題を乗り越える国民の力を象徴している。緑地はザンビアの大自然を象徴している。
なお、国旗の制定日である1964年10月24日は、ザンビアとしてイギリスから独立した日であるが、同じ日には東京オリンピックの閉会式が行われており、ザンビア代表は新しい国旗を手に入場行進している（同月10日の開会式の際はイギリス領北ローデシアとして参加していた）。

大統領旗
空軍旗

## 歴史的な旗

?北ローデシアの旗
?ローデシア・ニヤサランド連邦の旗
?1996年以前の国旗、濃い緑地を用いている